# 어진

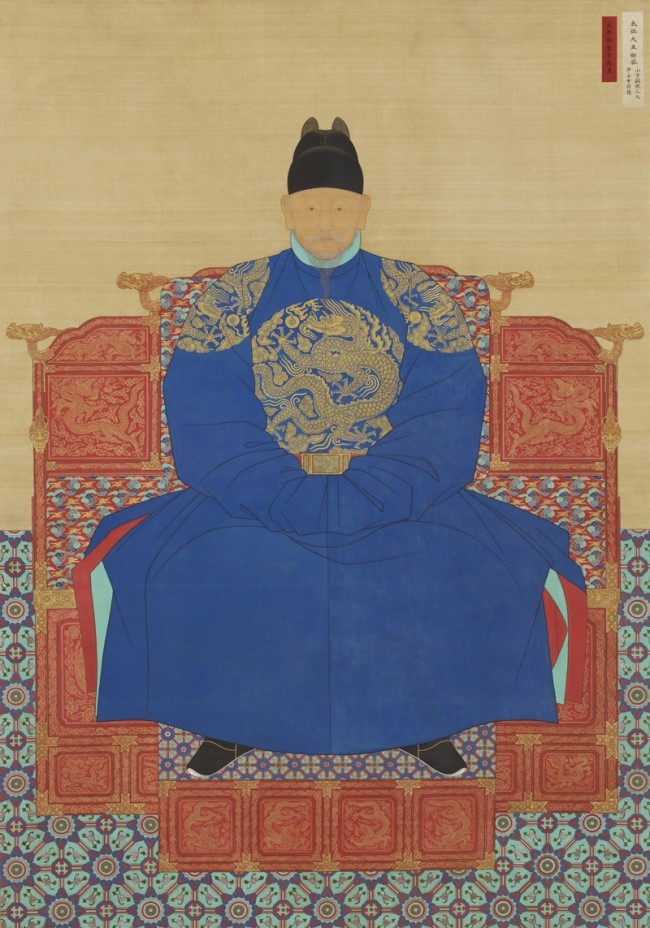
국보 제317호 태조 어진

어진(御眞)은 한국 회화에서 국왕의 초상화를 뜻한다.
진용(眞容)·진(眞)·진영 (眞影)·수용(睢容)·성용(聖容)·영자(影子)·영정(影幀)·어용(御容)·왕상(王像)·어영(御影)이라는 단어들로 불리었다가 1713년(숙종 39년) 숙종 어진을 그릴 당시 어용도사도감도제조(御容圖寫都監都提調)였던 이이명의 건의에 따라 ‘어진’이라는 명칭으로 통일하였다.
어진은 삼국시대 이후로 꾸준히 그려왔다. 어진은 특히 조선 시대에 많이 그려졌는데, 현재는 소수의 작품 외에는 소실된 것이 많다. 어진을 그릴 때에는 궁정 최고 화가 또는 화가들이 모여서 왕의 모습을 섬세하게 그렸는데, 털 하나 하나까지 표현하였다.
오늘날 어진은 대한민국의 국보 및 보물로 지정되어 있다. 조선 태조 어진은 1987년 12월 26일 보물 931호로 지정되었다가 2012년 6월 29일 국보 제317호로 승격되었으며, 전주 경기전에서 보관 중이다. 영조의 노년기 어진은 보물 932호로, 영조의 어린 시절을 그린 연잉군의 어진은 보물 1491호로, 철종 어진은 보물 1492호로 각각 지정되었으며, 모두 국립 고궁 박물관에 보관되고 있다.

## 삼국시대의 어진

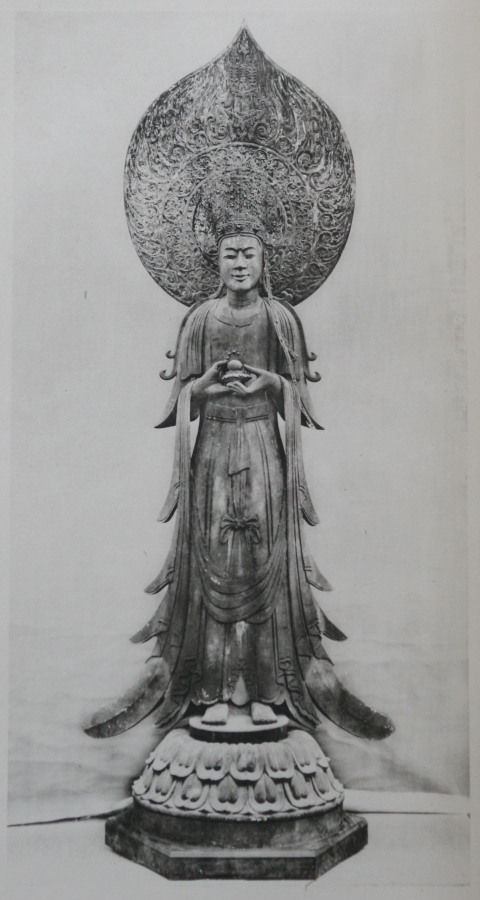
백제 성왕의 모습을 본따 만들었다고 전해지는 구세관음상
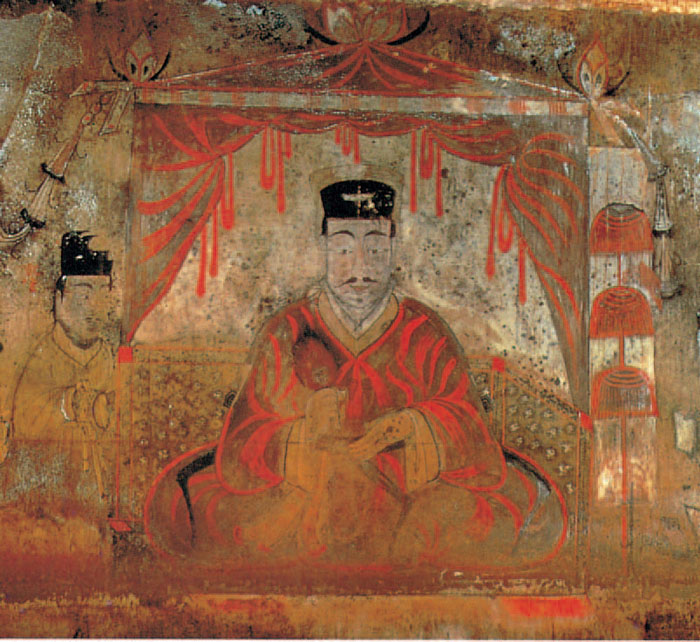
안악 3호분에 그려진 미천왕 또는 고국원왕 추정 벽화
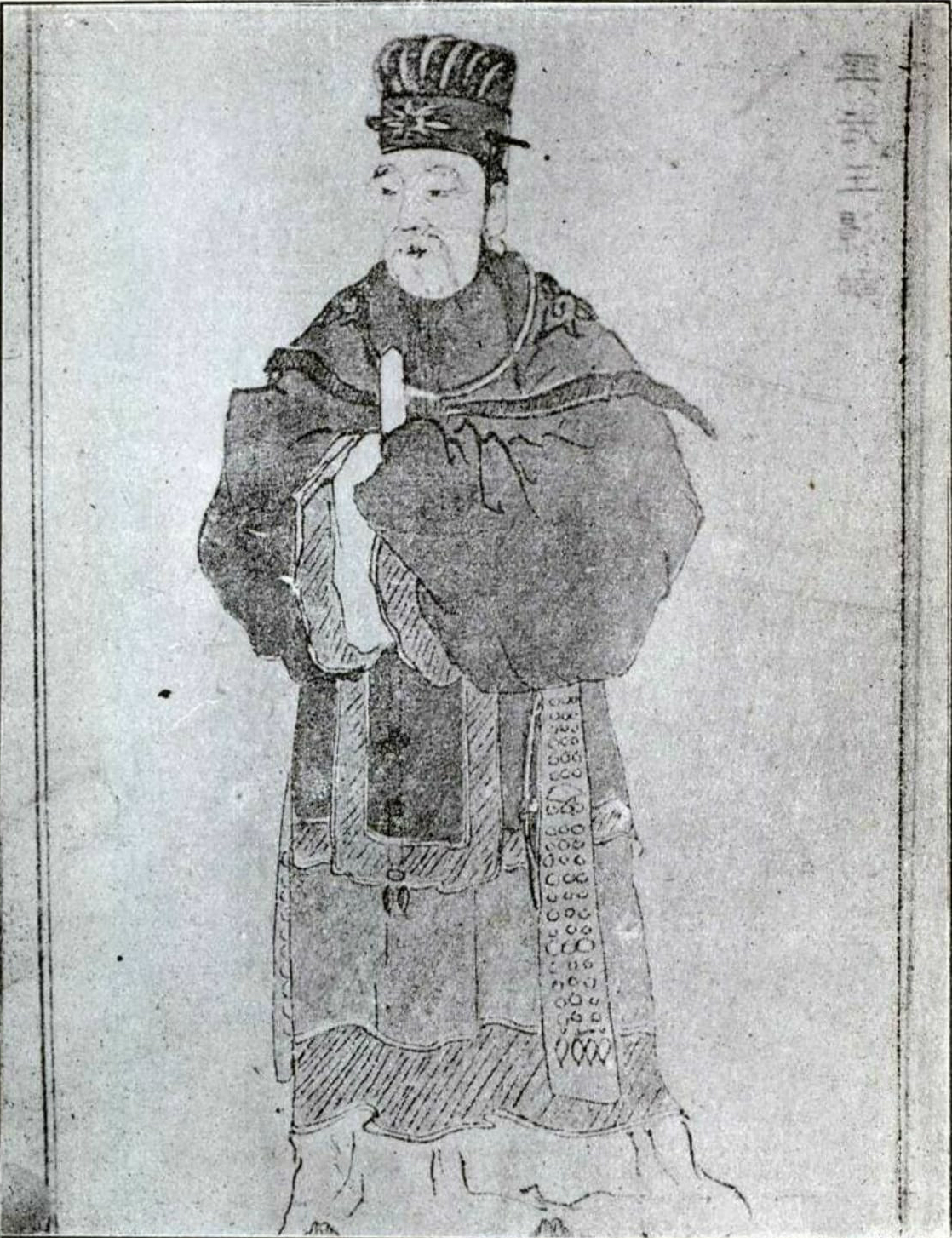
1926년에 발간된 조선명현초상화사진첩에 실린 흥무왕(김유신)의 어진
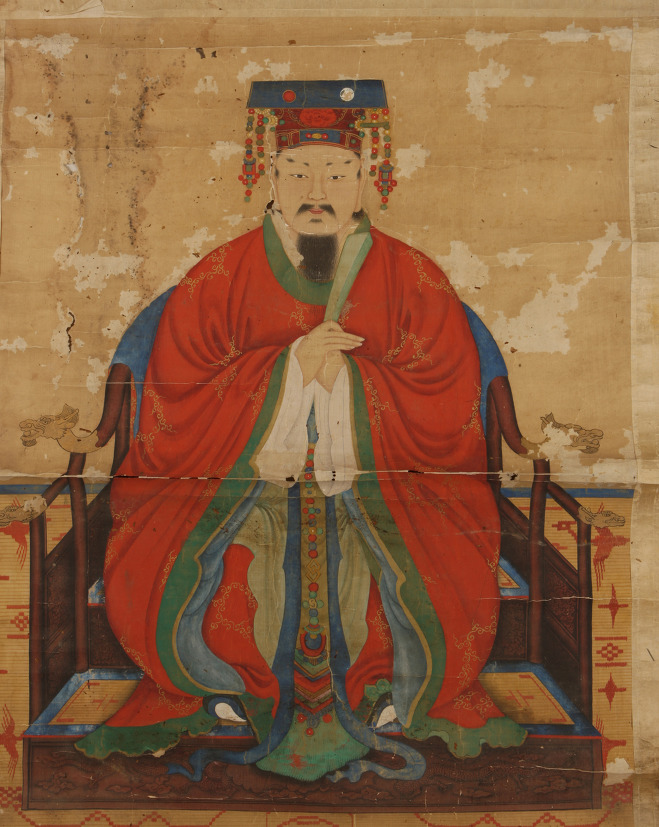
조선 후기에 제작된 경순왕의 어진

신라 경순왕과 추존왕인 흥무왕의 어진만 전해진다. 초상화라고 하기에는 애매하지만 진덕여왕 하반신 석상이 전해진다. 다만 고구려의 무덤인 안악 3호분에서 미천왕 또는 고국원왕을 그린 것으로 추정되는 벽화가 있다. 애매하지만 호류지 몽전에서 성왕의 모습을 본따 만들었다고 전해지는 구세관음상이 전해지며, 경주 남산 불곡 마애여래좌상이 선덕여왕의 모습을 본따 만들었다고 전해진다.

## 고려의 어진

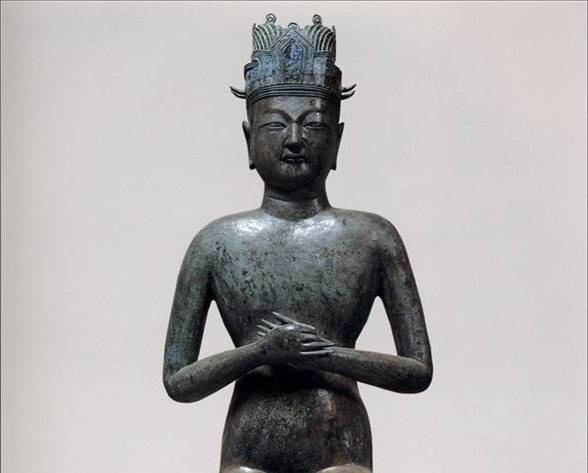
태조 왕건의 동상
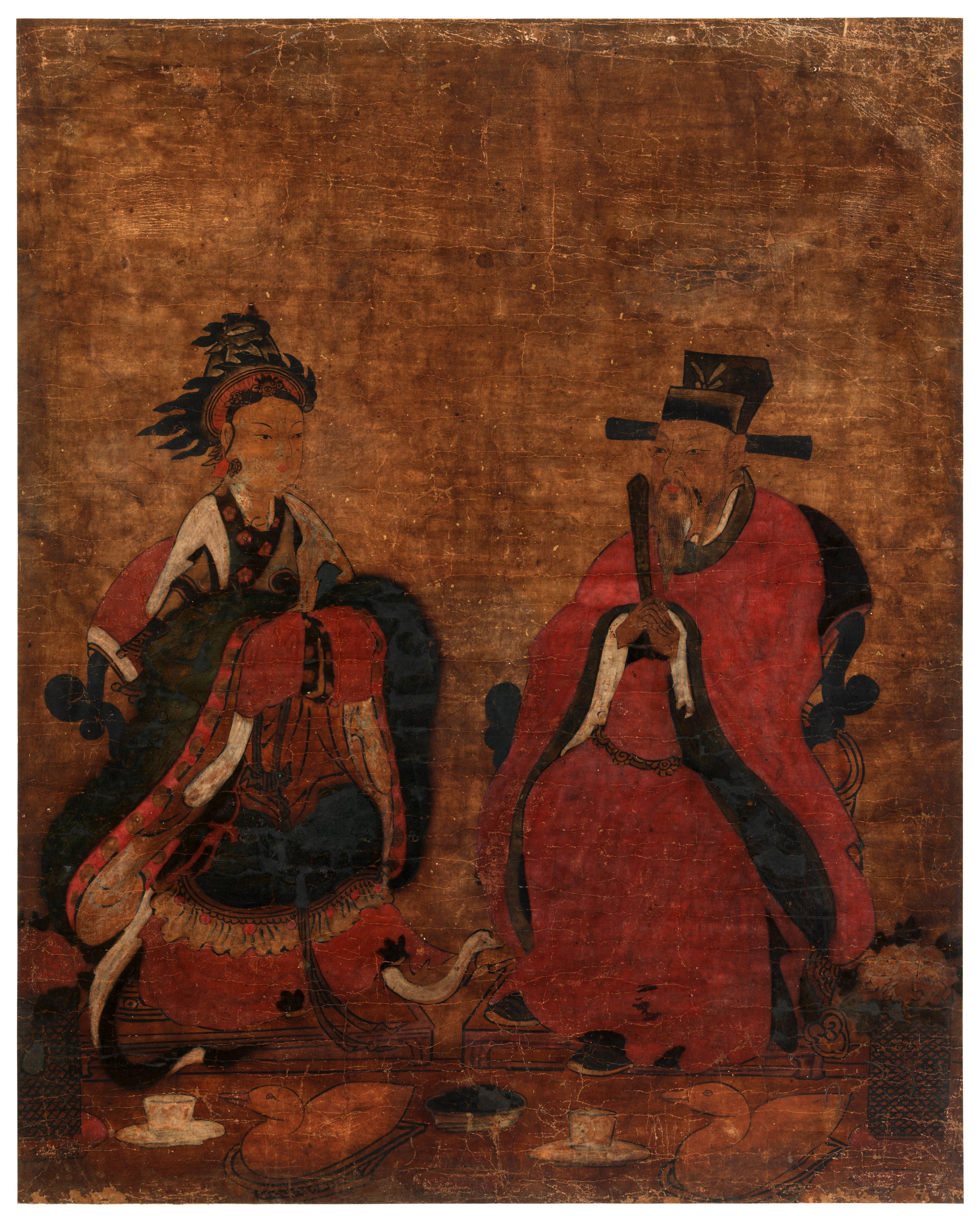
종묘 공민왕 신당에 소장되어 있는 공민왕 부부 영정
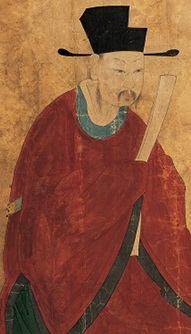
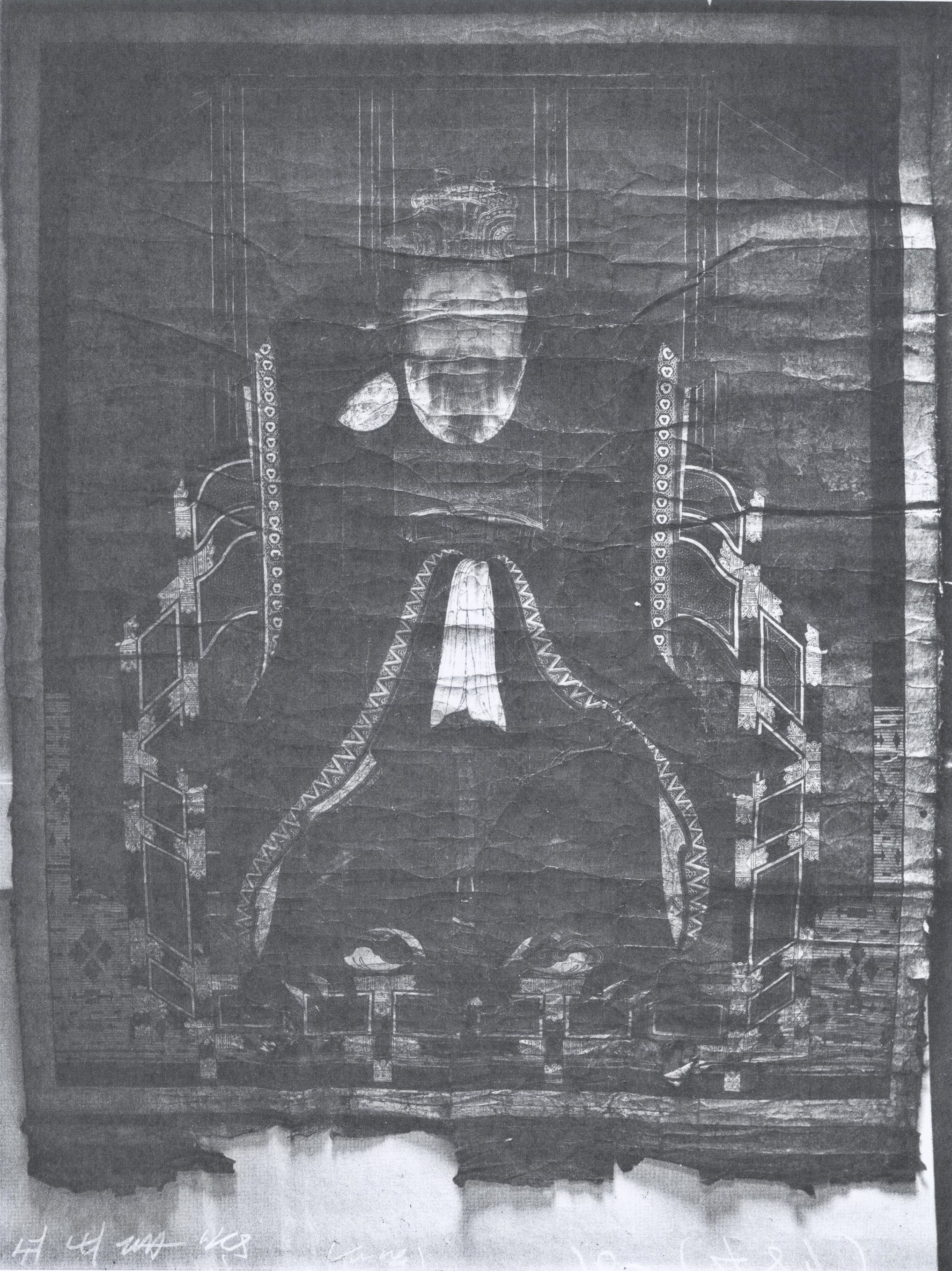
화장사에 보관되고 있던 공민왕 어진을 찍은 사진. 화장사는 6.25 전쟁 당시 화재로 소실되었다.

공민왕과 노국공주의 어진만 전해진다. 태조 왕건의 어진이 한 점 전해지기는 하나, 복식이 고려 초기의 복식과 다르므로 후기에 그려진 상상화로 추측되고 있다. 다만 초상화라고 하기에는 애매하지만 동상까지 포함하면 태조 왕건 청동상이 현재까지 남아있다. 원래 고려시대 때 어진은 상당수 남아있었으나 조선 세종 때 대부분 불태우거나 묻어버렸다.
태조 왕건과 혜종 어진의 경우 그들의 묘 곁에 뭍었고, 고려 왕들의 어진 18점이 발견되자 마진의 정갈한 땅에 묻었다는 기록이 있다.

## 조선의 어진

#### 어진의 제작 과정
어진의 제작 방법은 도사, 모사, 추사 등의 그림의 성격에 따라 조금씩 달랐다. 도사는 왕의 얼굴을 직접 보고 그렸고 모사는 원본을 밑에 받치고 그려냈고, 추사는 생존시 가깝게 지냈던 사람들의 증언을 토대로 만든다.
조선의 초상화는 주로 배채법이라는 기법을 사용했다. 그림을 그리는 천이나 종이 뒷면에 물감을 발라 색이 은은하게 비쳐나오도록 한 기법이다.

#### 현존하는 조선의 어진
현재 남아있는 어진은 태조, 원종, 영조 2점, 순조, 문조, 철종, 고종, 순종의 어진 등이다. 이 중 영조의 어린 시절을 그린 연잉군의 어진과 철종의 어진만 도사본이고, 나머지는 원본을 베껴서 그린 그림이다. 원래는 세조, 숙종, 정조 등의 어진도 더 있었으나, 1954년 12월 10일 임시로 부산으로 옮겨뒀을 때 화재로 인해 대부분 불에 타 없어지고 현존하는 어진만 남은 것이다. 한편 현존하는 어진 중에서도 문조의 어진은 얼굴 부분 대부분이 불에 타 버렸다.
어진은 사진도 찍을 수 없게 하였기 때문에 현재 남아있는 어진의 사진은 대부분 현대에 찍은 것이다. 현재 전해지는 한국 전쟁 이전의 어진 사진은 태조가 젊을 때 그린 어진을 사진으로, 한 일본 순사가 함흥에서 찍었다고 전해진다.
2016년 11월에는 세조 어진을 모사했던 이당 김은호의 유작들이 경매에 나왔는데, 이 중 세조 어진의 초본도 함께 출품되었다.

#### 임진왜란과 어진
임진왜란 당시에도 조선 전기의 어진은 상당수 남아있었다. 선조처럼 어진을 그리기 거부한 일부 왕을 제외하고는 대부분 남아있었지만, 임진왜란 때 궁궐이 모두 불타면서 얼굴만 간신히 남은 문종의 어진과 불길속에 뛰어들어서 구해낸 세조의 어진, 그리고 태조의 어진밖에 남아있지 않았다.
다만 선원보략에 등장한 일부 어진과, 선원보략 및 다른 책을 보고 1926년에 하응달이 모사한 어진들도 있으나 대강의 형태만이 묘사되어 있어 정밀성이 떨어진다. 세조어진의 경우에는 김은호가 궁궐에서 모사한 것과 선원보의 세조어진 간의 수염과 얼굴길이 등이 차이가 존재한다.
1974년 윤탁연의 집안에서 소장하던 조선 선조의 어진을 공개했다. 윤탁연은 형조판서와 호조판서, 함경도관찰사를 지낸 인물로, 임진왜란 초기에 누군가 그린 전립(戰笠)과 군복 차림의 조선 선조의 어진을 입수, 집안에 소장하고 있었다.

#### 한국전쟁과 어진
6.25 전쟁때 전국의 어진을 모아 부산의 광복동의 약품 보관 창고인 관재청에 보관을 하였다. 그러나 휴전협정이 이루어진 1년 뒤인 1954년 12월 26일 아침 6시 20분 경, 부산 광복동에서 전기공사청부업을 경영하고 있는 정수홍의 집에서 식모로 일하고 있는 안순자가 마룻바닥에 촛불을 켜놓고 그대로 잠들었는데, 그 촛불이 주위에 인화되어 불길은 삽시간에 퍼졌고 용두산 일대를 전소시켰다. 이 일로 국보 3,400여 점이 불에 타 재로 변했다. 간신히 반쪽만 불에 탄 영조의 연잉군시절, 노년기, 철종, 익종의 어진만 구할 수 있었다. 조선민주주의인민공화국의 어진들도 모두 불타 없어진 것으로 추정된다.

### 조선의 국왕 어진

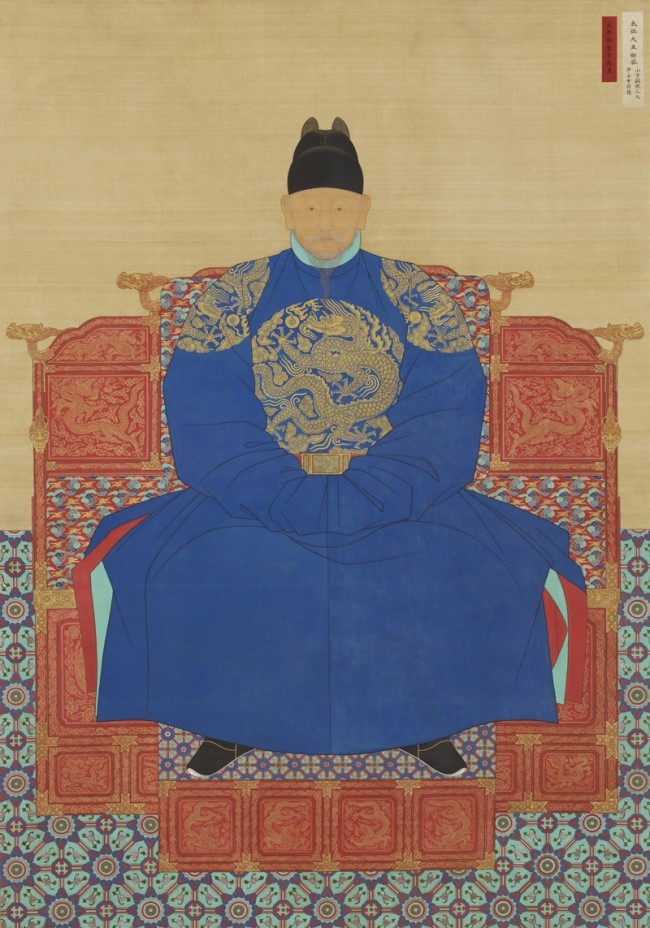
국보 제317호 태조 어진
태조 어진 (홍룡포본)
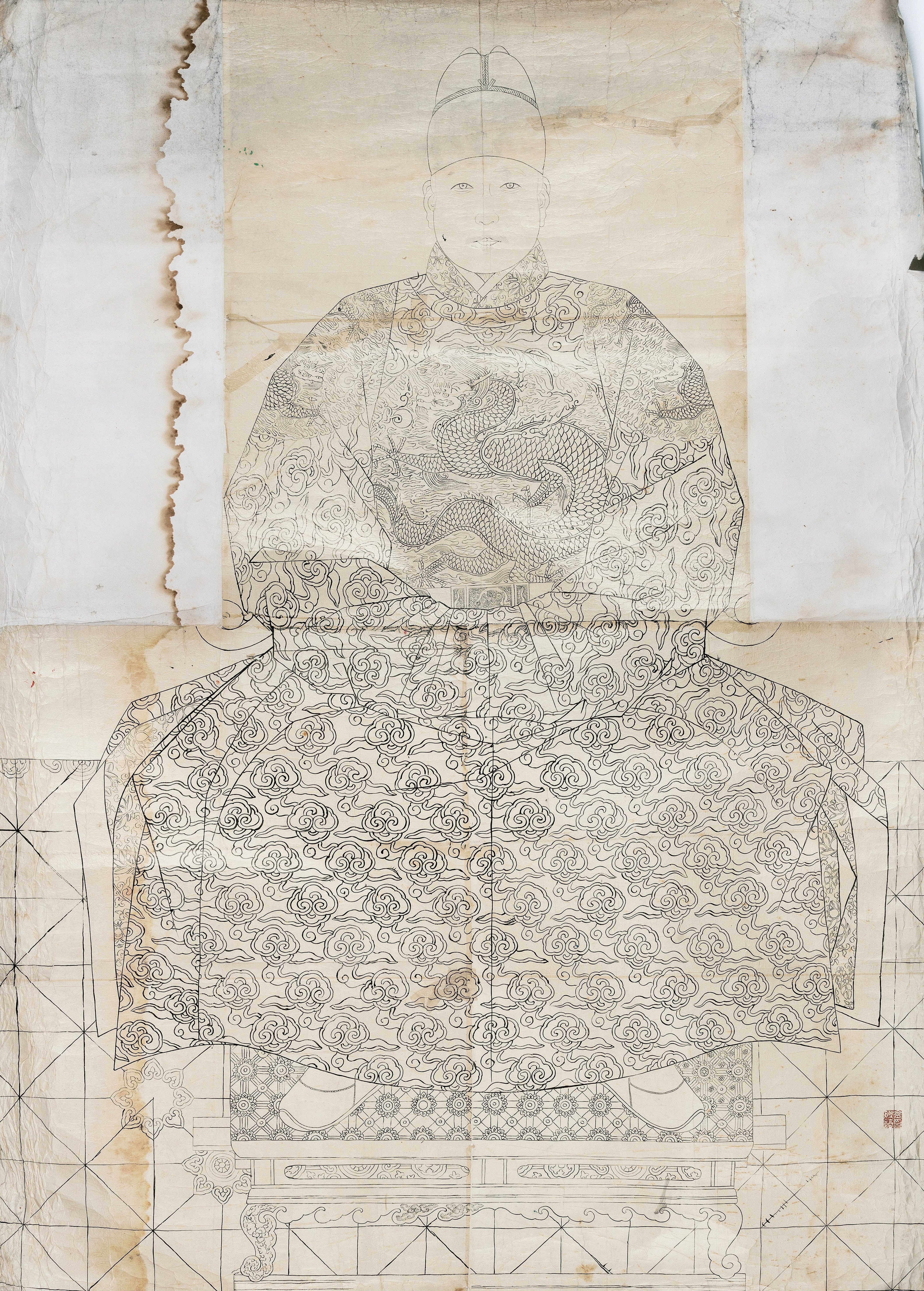
세조 어진 초본(1926년) 김은호 모사본 초본
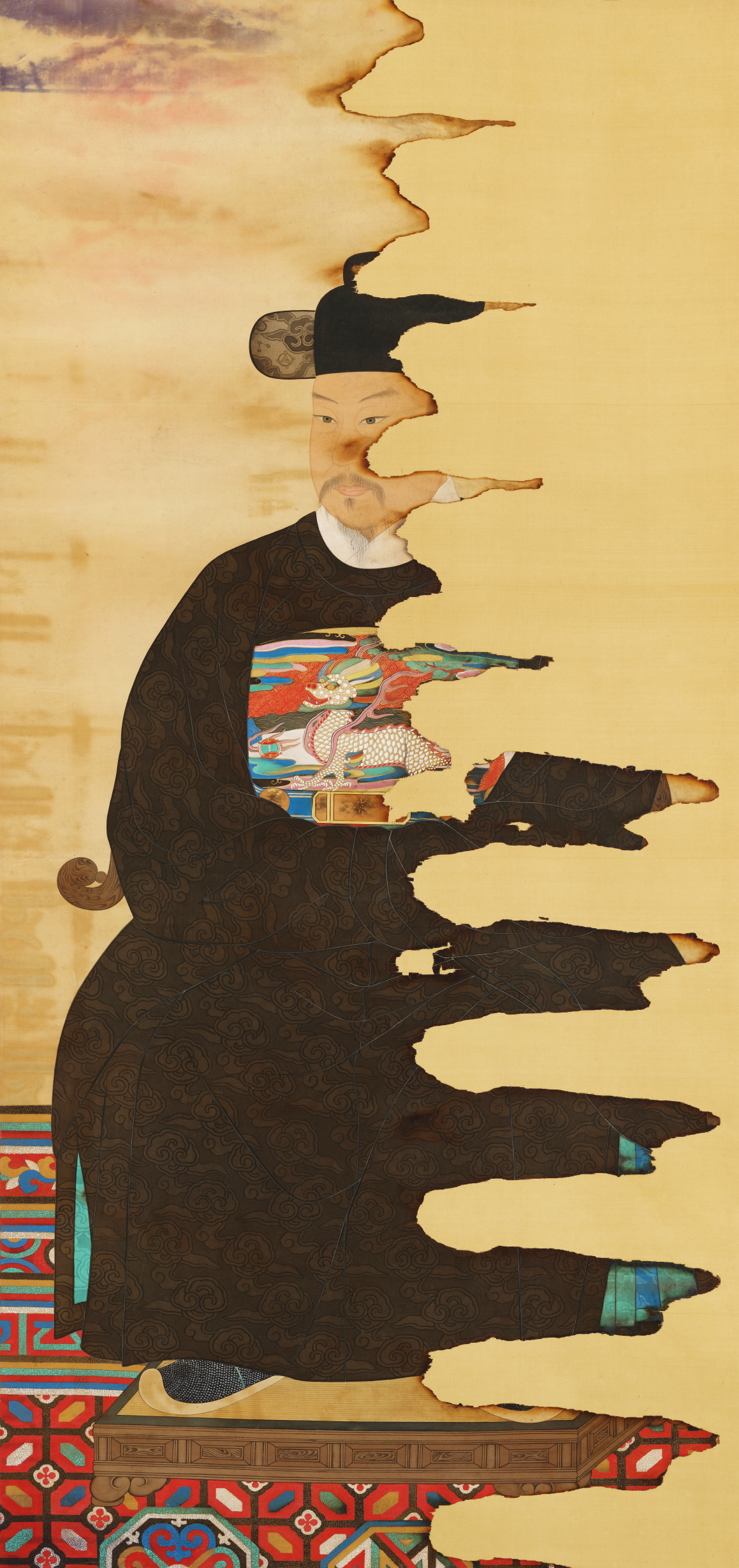
원종 어진(정원군 초상)
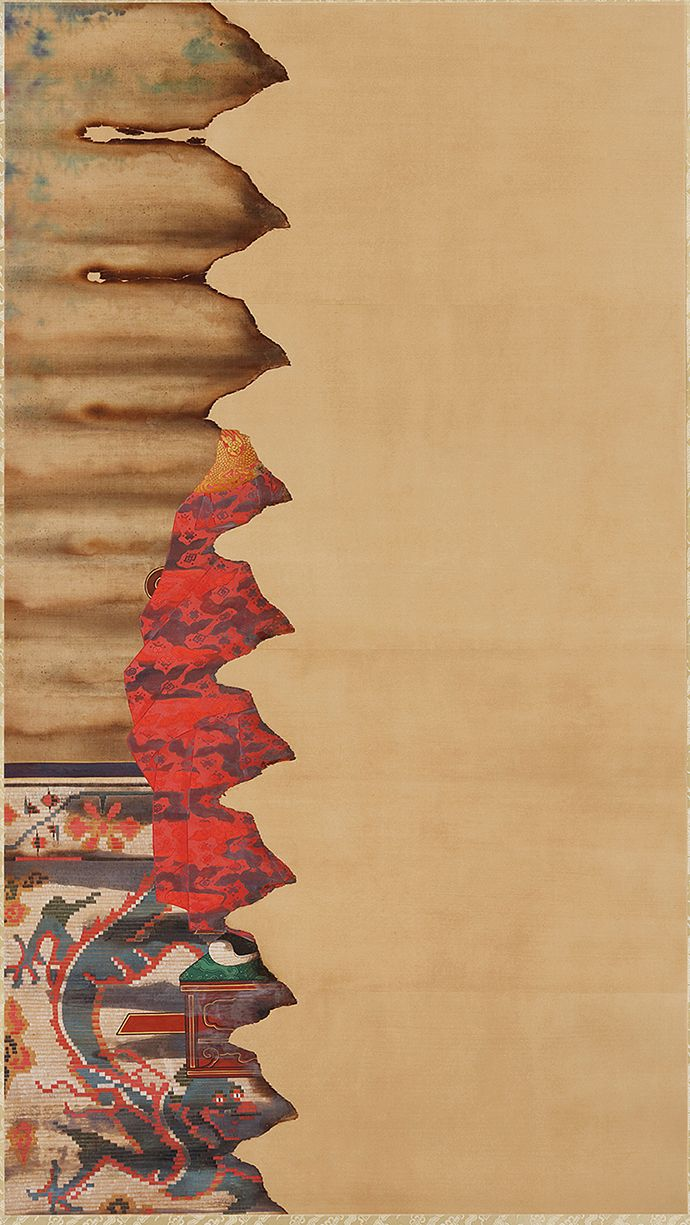
숙종 어진(1713년)
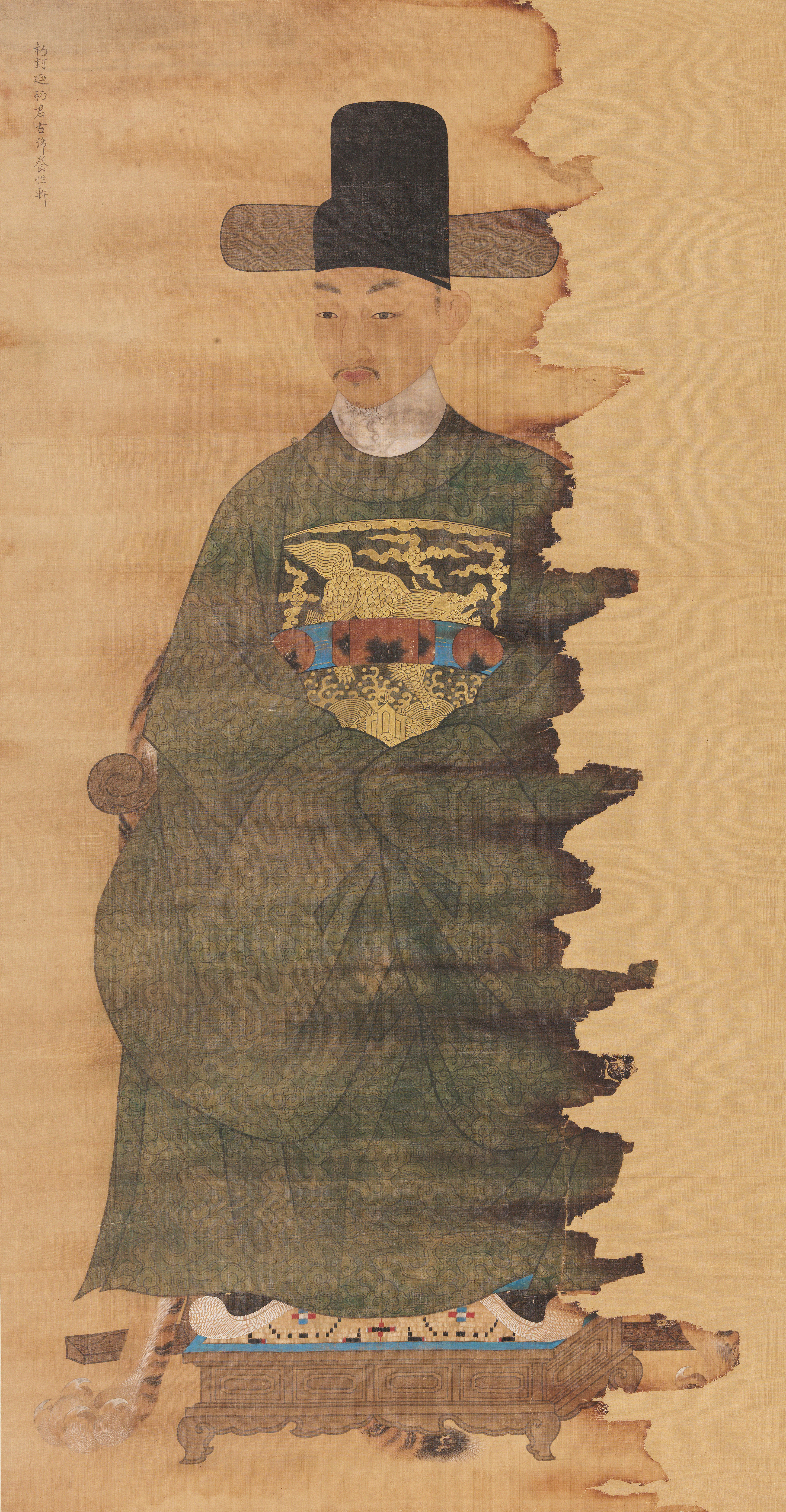
보물 제1491호 연잉군 초상(1714년)
보물 제932호 영조어진(1744년)
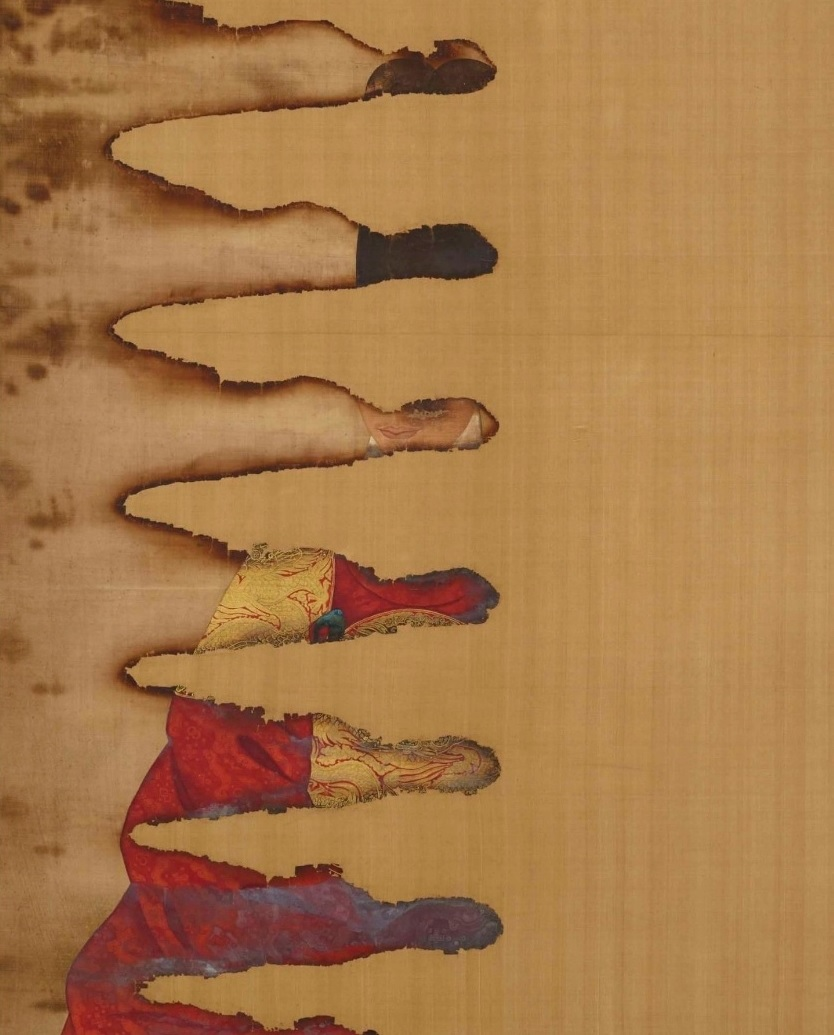
순조 어진(1808년)
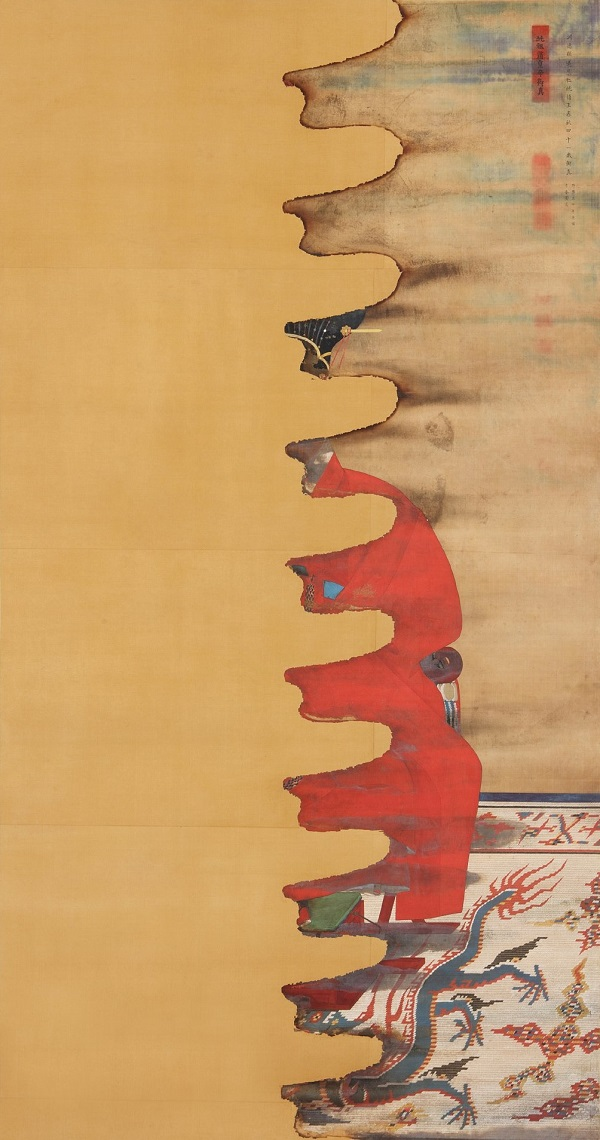
순조 어진(1830년)
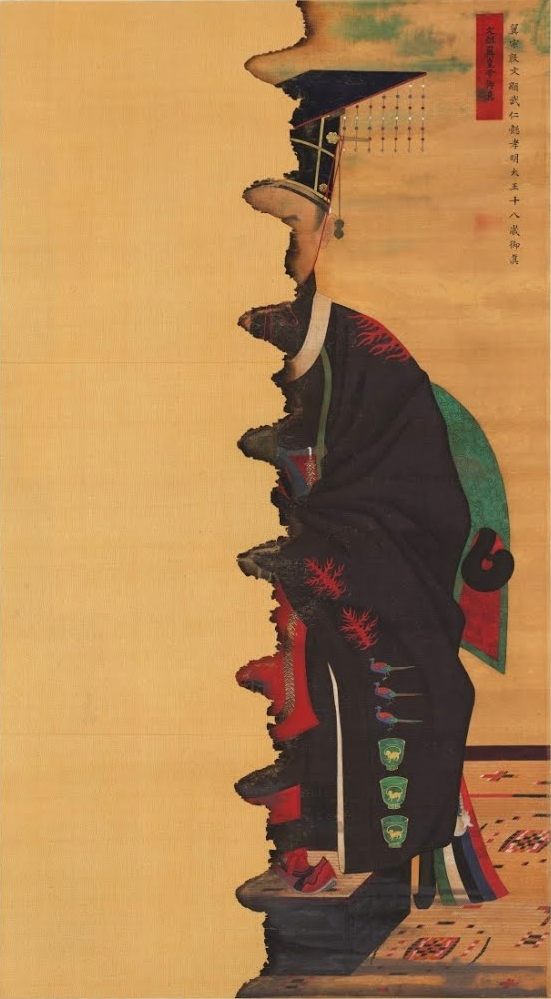
익종 어진(1826년)
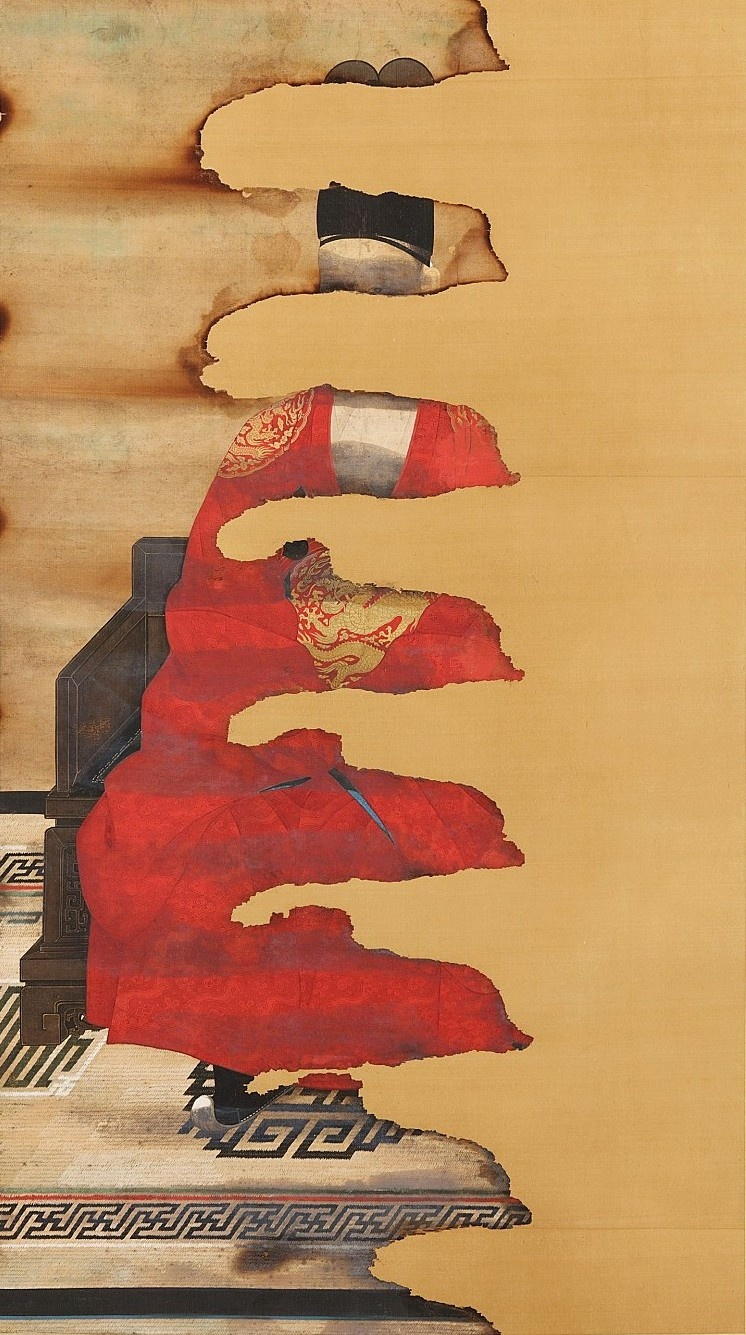
헌종 어진(1846년)
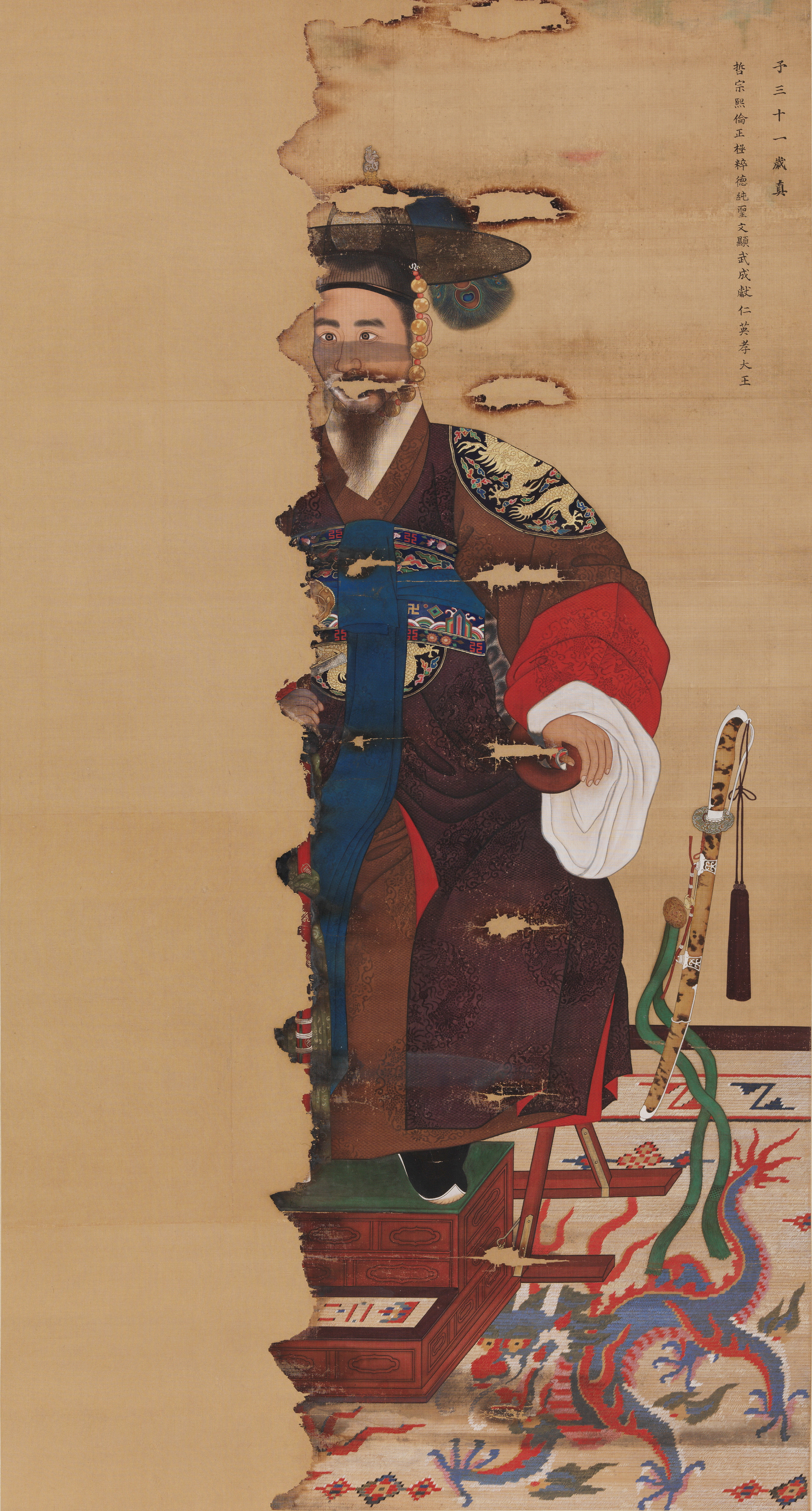
보물 제1492호 철종 어진(1861년)
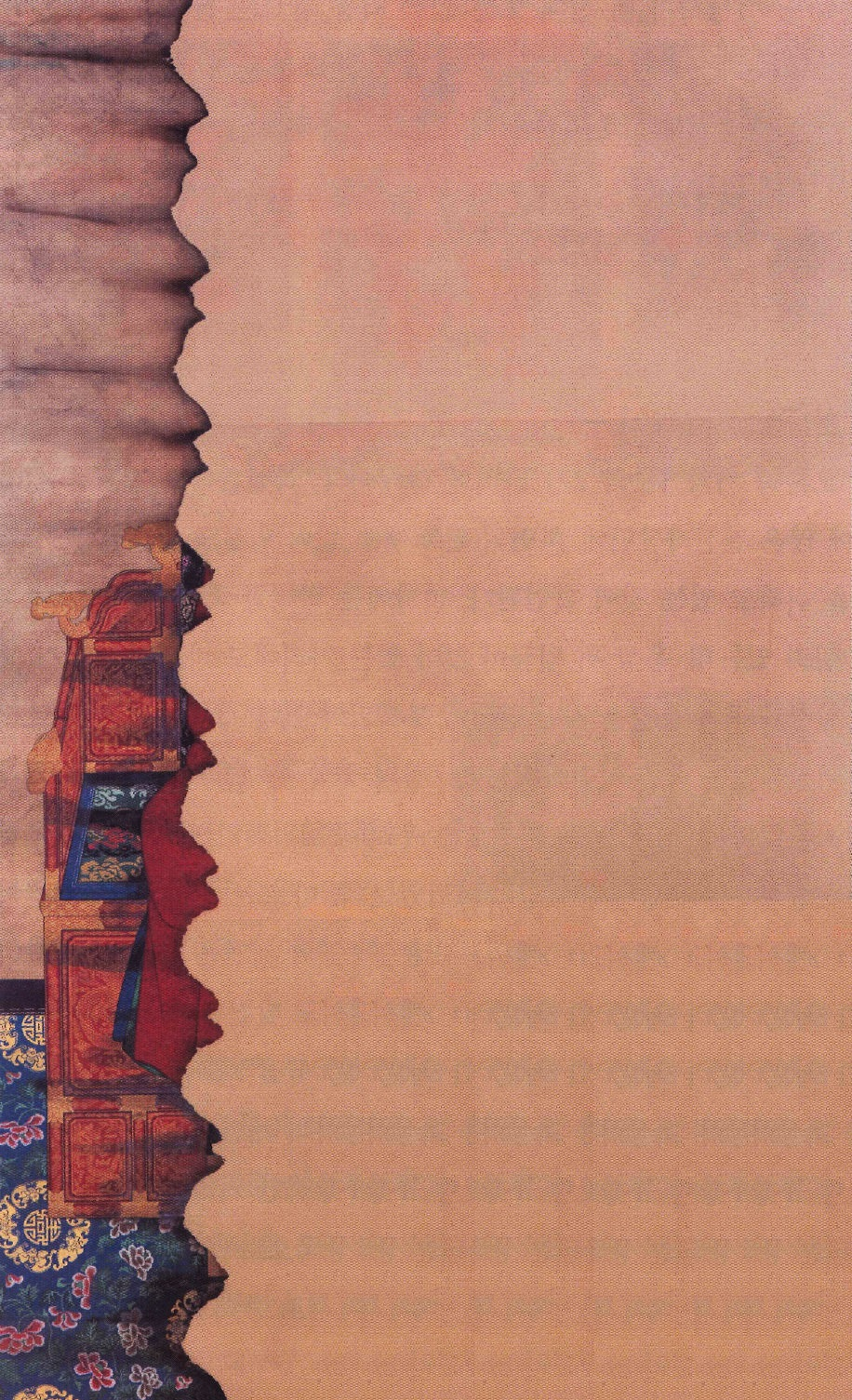
고종 어진(1872년)
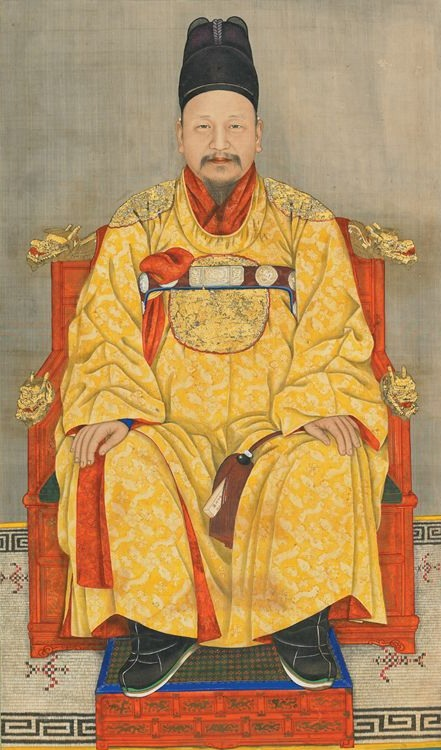
고종 어진(1900년)
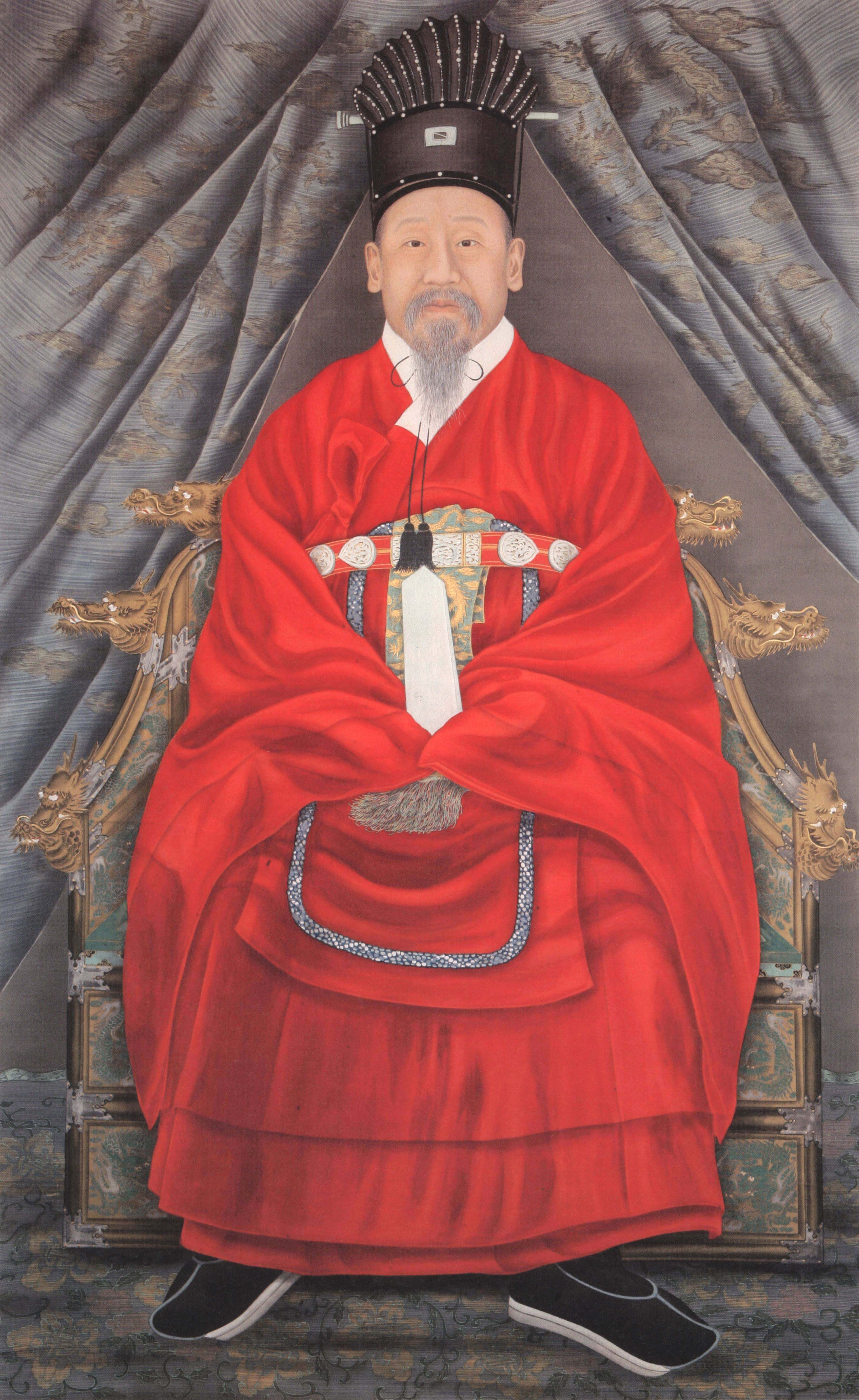
고종 어진

- 태조 
국보 제317호
태조 어진
- 태조 
태조 어진 (홍룡포본)
- 세조 
세조 어진 초본(1926년)
김은호 모사본 초본
- 원종 
원종 어진(정원군 초상)
- 숙종 
숙종 어진(1713년)
- 영조 
보물 제1491호
연잉군 초상(1714년)
- 영조 
보물 제932호
영조어진(1744년)
- 순조 
순조 어진(1808년)
- 순조 
순조 어진(1830년)
- 익종 
익종 어진(1826년)
- 헌종 
헌종 어진(1846년)
- 철종 
보물 제1492호
철종 어진(1861년)
- 고종 
고종 어진(1872년)
- 고종 
고종 어진(1900년)
- 고종 
고종 어진

### 복원된 어진
다음 어진들은 현대에 복원한 어진으로, 기존에 화재로 소실한 부분을 보완하였다.

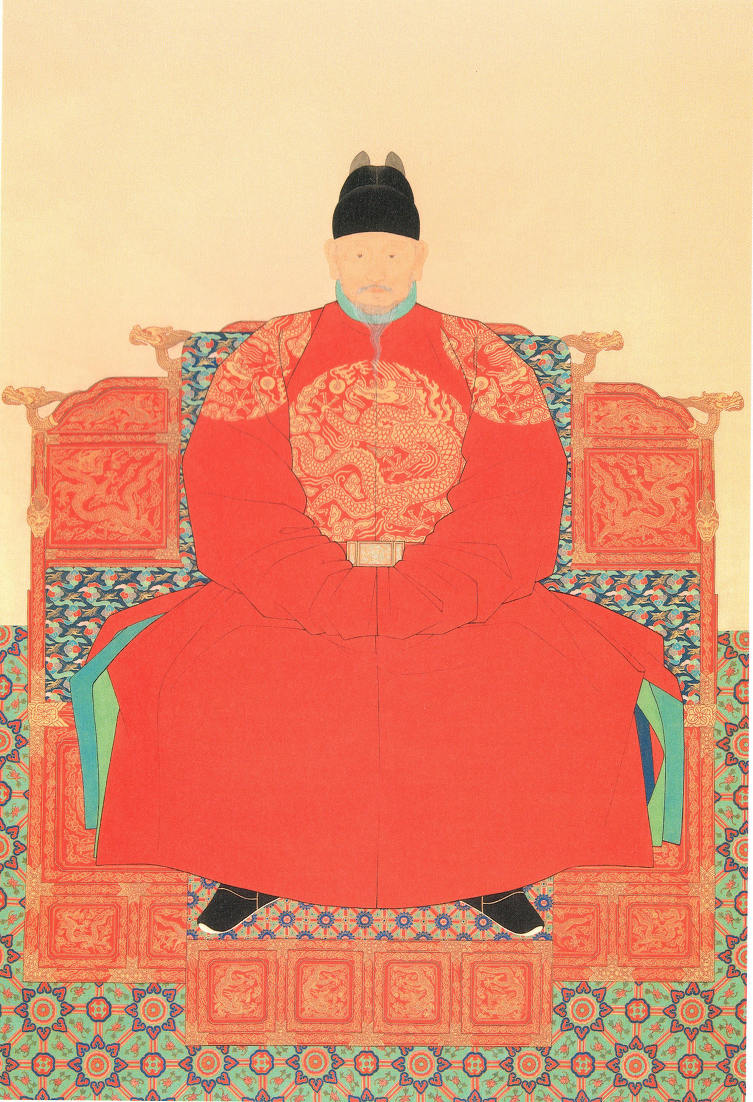
태조
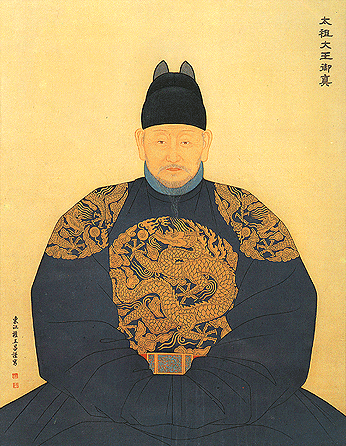
태조
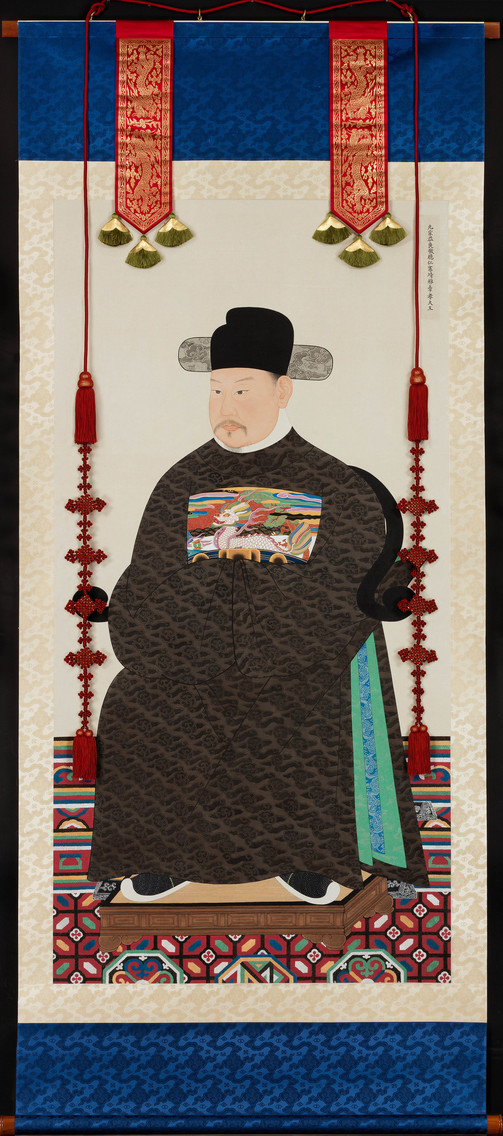
원종
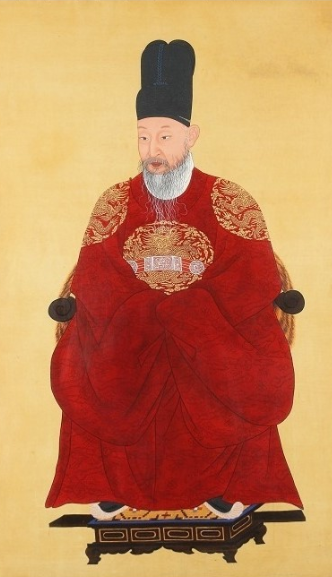
영조
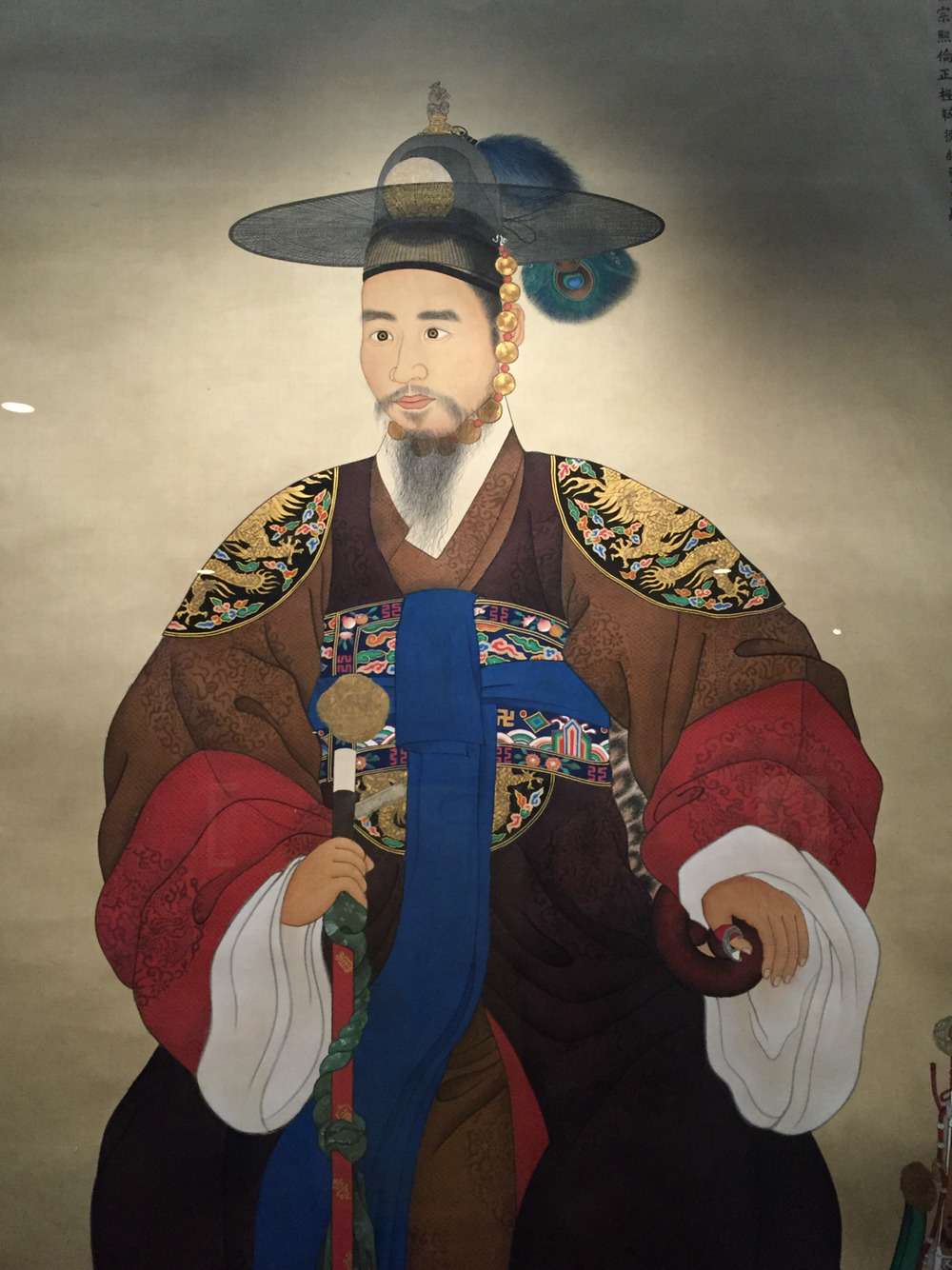
철종
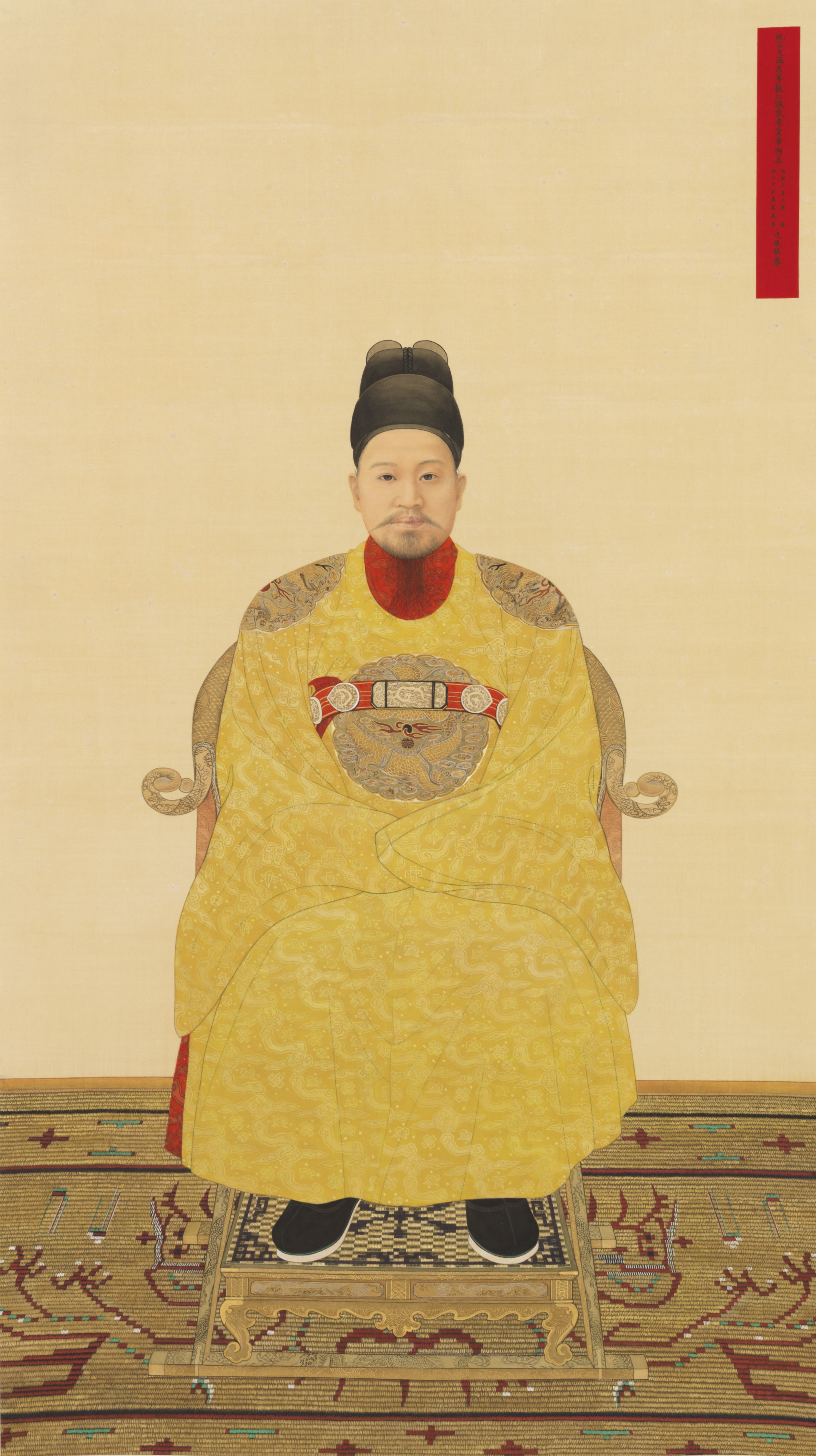
순종

### 용모

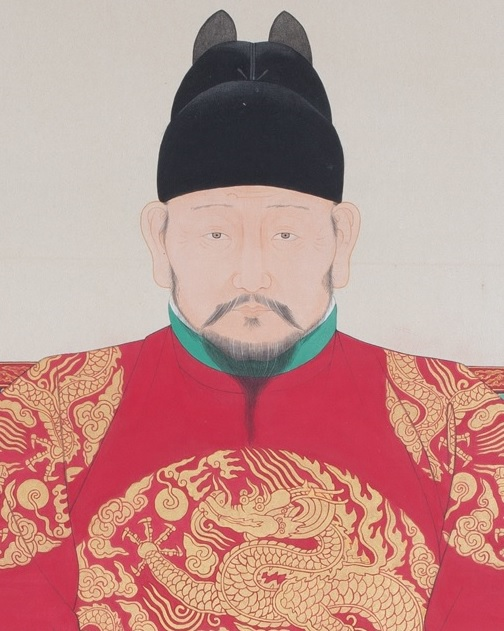
태조
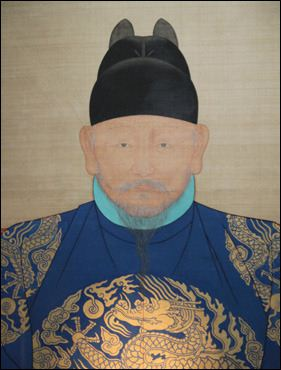
태조
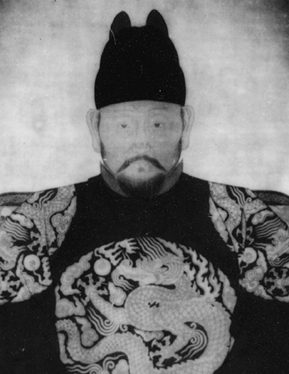
태조
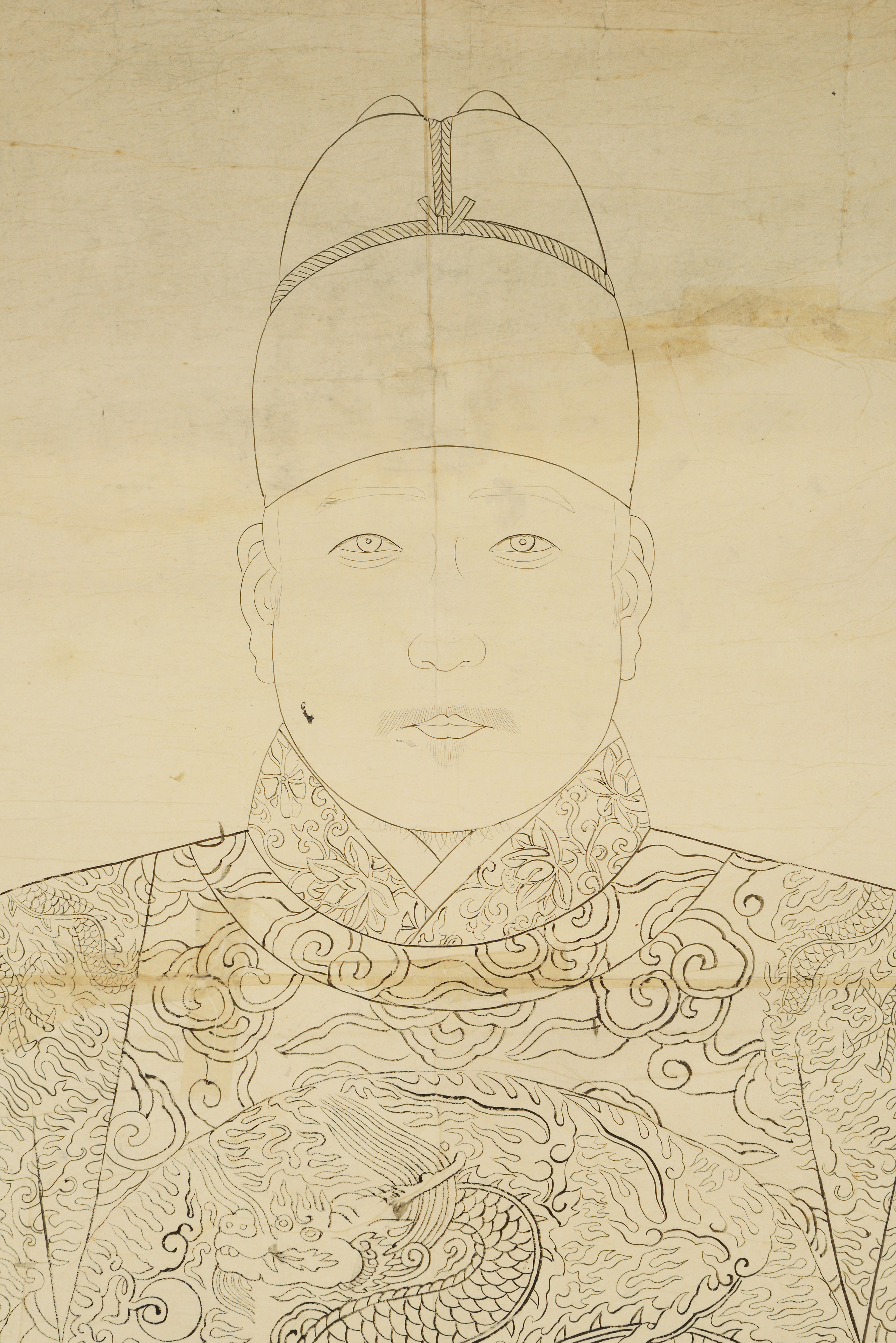
세조
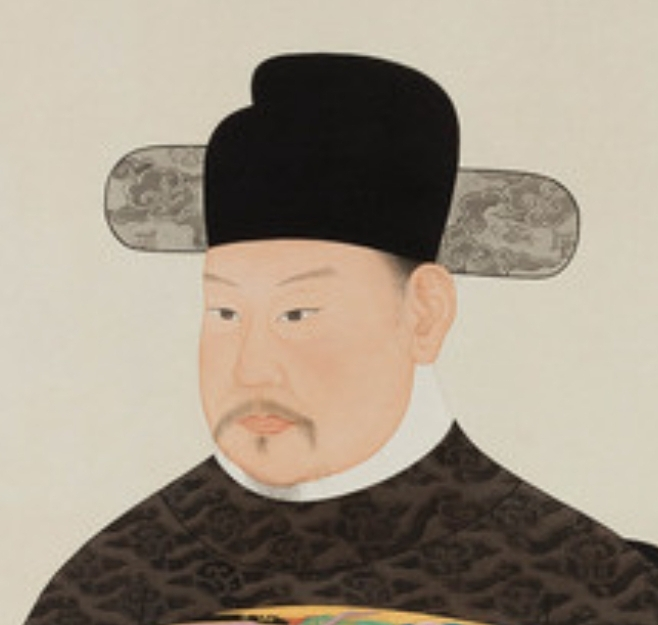
원종
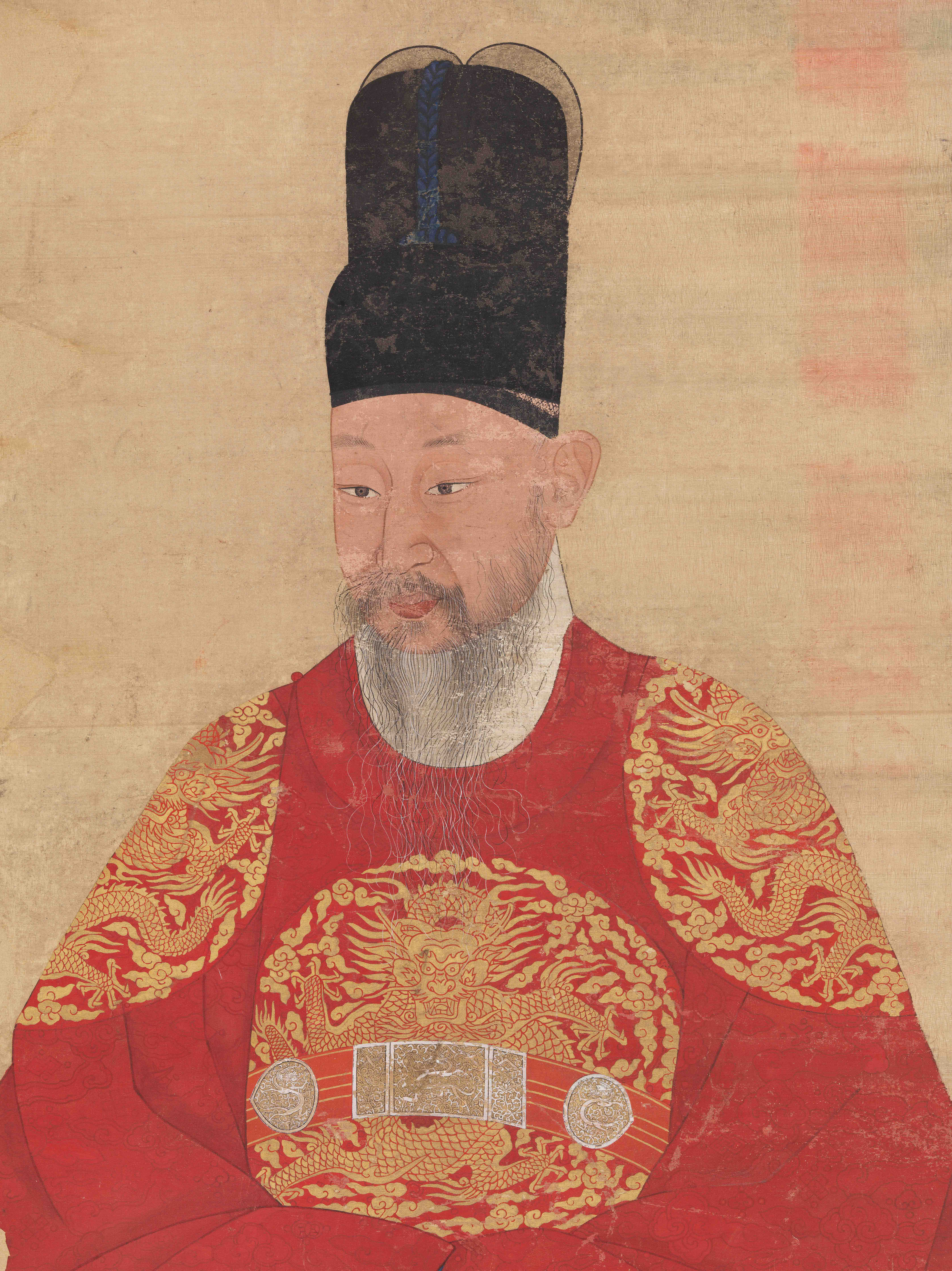
영조
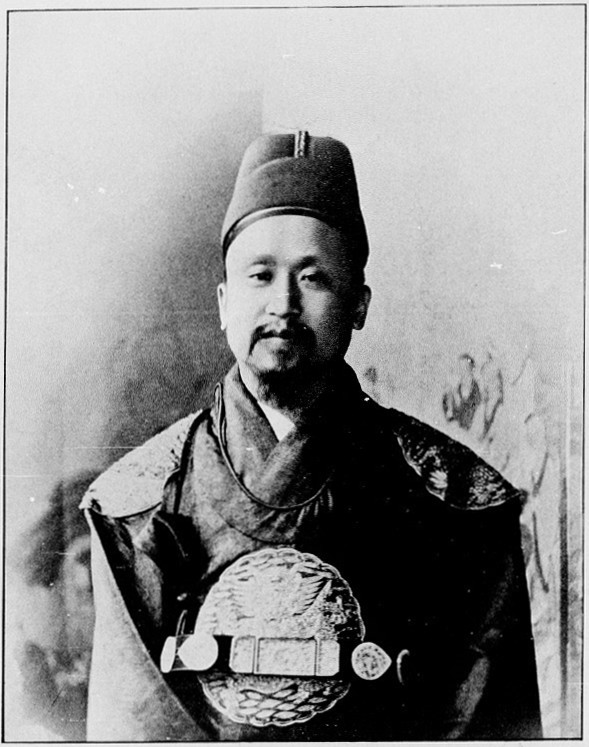
고종
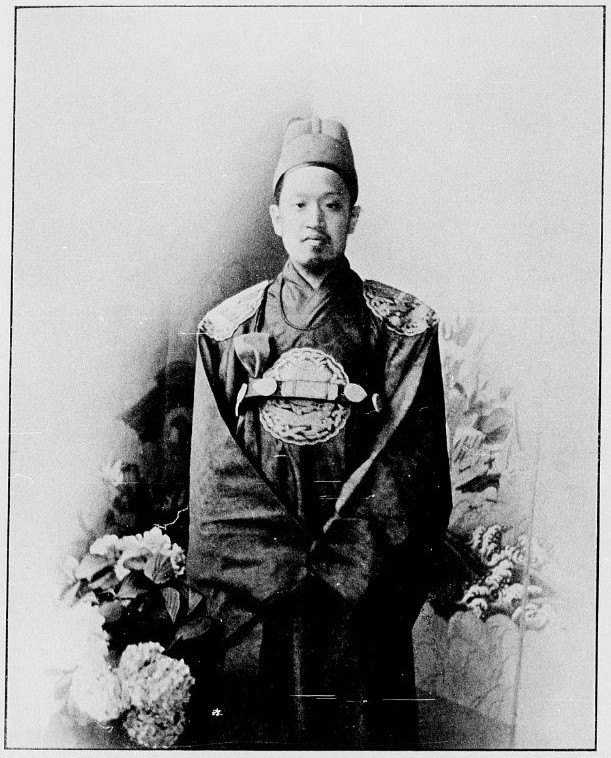
순종

## 같이 보기
- 조선
- 영조
- 태조 - 전주 경기전에 있는 태조 어진은, 배채법이라는 채색방법으로 그려졌다고 한다. 배채법이란, 종이/비단 등 화폭의 뒷면에 색을 칠해 그 색이 앞으로 배어나오도록 하는 채색법이다.
- 선조 - 임진왜란 초기에 그려진 조선 선조의 어진을 헌민공 윤탁연이 입수, 윤탁연의 집안에서 소장, 보존하였다.
- 철종
- 익종